# Haplothysaria duboscqui
Haplothysaria duboscqui är en mångfotingart som först beskrevs av Henri W. Brölemann 1926.  Haplothysaria duboscqui ingår i släktet Haplothysaria och familjen Odontopygidae. Inga underarter finns listade i Catalogue of Life.